# Jon Voight
Jon Voight (Yonkers, 29. prosinca 1938.) je američki glumac, dobitnik Oscara i tri Zlatna globusa. Slavu doživljava 1970-ih godina u filmovima kao što su Oslobađanje (1972.), Povratak veterana (1978.) i Šampion (1979.). Otac je glumice Angeline Jolie.

## Vanjske poveznice
- Jon Voight u internetskoj bazi filmova IMDb-u (engl.)